# Barges, Haute-Loire
Barges là một xã thuộc tỉnh Haute-Loire nam trung bộ nước Pháp. Xã Barges, Haute-Loire nằm ở khu vực có độ cao trung bình 1080 mét trên mực nước biển.